# Leptosphaerulina olivaceogrisea
Leptosphaerulina olivaceogrisea är en lavart som beskrevs av Andrea Nograsek. Leptosphaerulina olivaceogrisea ingår i släktet Leptosphaerulina, och familjen Didymellaceae. Arten är reproducerande i Sverige.